# Kurt Seelmann (Unternehmer)
Kurt Seelmann (* 7. Juni 1937 in Bamberg; † 5. Februar 2023) war ein deutscher Bauunternehmer. Für seine Verdienste um das oberfränkische Handwerk bekam er 2008 das Große Bundesverdienstkreuz des Verdienstordens der Bundesrepublik Deutschland verliehen.

## Leben
Seelmann legte seine Gesellenprüfung als Maurer erfolgreich ab. 1959 wurde er Ingenieur für Hochbau an der Staatsbauschule Coburg, 1981 folgte die Nachdiplomierung zum Diplom-Ingenieur. Er trat in das Unternehmen seiner Eltern, der Firma Konrad Seelmann Bauunternehmen GmbH ein, deren geschäftsführender Gesellschafter er später wurde.
Seelmann war von 1975 bis 1989 Obermeister der Bau-Innung in Bamberg und zudem von 1979 bis 1989 Kreishandwerksmeister der Kreishandwerkerschaft in Bamberg. Seit 1984 gehörte er der Vollversammlung der Handwerkskammer für Oberfranken an und von 1989 an war er Vizepräsident der Handwerkskammer für Oberfranken, bis er am 17. Juni 1992 zu deren Präsidenten gewählt wurde. Er erwarb sich große Anerkennung für die von ihm vorangetriebene Weiterentwicklung des oberfränkischen Handwerks. Unter anderem entstand ein Kompetenzzentrum für Fertigungstechnik.
Ehrenamtlich engagierte sich Seelmann als Richter am Arbeits-, Landesarbeits-, Sozial- und Verwaltungsgericht sowie als Vorsitzender des Bürgervereins Bamberg-Gartenstadt. Seelmann engagierte sich außerdem als Vorstandsmitglied der Initiative „Oberfranken-Offensiv“ für die gesamtwirtschaftliche Entwicklung Oberfrankens. Für zwei Jahre, von Anfang 1998 bis zur Auflösung Ende 1999, gehörte er dem Bayerischen Senat an.
Wegen seiner Verdienste um die oberfränkische Wirtschaft und das Handwerk bekam er im April 2008 vom bayerischen Ministerpräsidenten Günther Beckstein das Große Verdienstkreuz des Verdienstordens der Bundesrepublik Deutschland überreicht. Er ist außerdem Träger des bayerischen Verdienstordens.